# Схизандрин
Схизандрины — группа биологически активных химических соединений, обнаруженных в лимоннике китайском и других растениях рода Лимонник. Схизандрины относятся к танинам.

## Свойства и применение
Схизандрины входят в состав ягод лимонника, используемых в традиционной медицине Китая, Кореи и других странах Восточной Азии, и являются одними из ключевых биологически активных соединений в их составе. Для схизандринов показаны антиоксидантные, противовоспалительные (в том числе противонейровоспалительные) и кардиопротекторные свойства. Антиоксидантное действие достигается за счёт индукции экспрессии гемоксигеназы-1 (HO1), выступающей в роли шаперона, и НАДФН:хинон оксидоредуктазы-1 (NQO1), непосредственно регулирующей окислительно-восстановительный баланс в клетке.